# Kanton Levallois-Perret
Der Kanton Levallois-Perret ist seit 2015 ein französischer Kanton im Arrondissement Nanterre, im Département Hauts-de-Seine und in der Region Île-de-France. Sein Hauptort ist die Stadt Levallois-Perret. 

## Gemeinde
Zum Kanton Levallois-Perret ist identisch mit der Gemeinde Levallois-Perret.